# Mistrzostwa Polski w Biathlonie 2019
52. Mistrzostwa Polski w biathlonie odbyły się w dniach 28–30 grudnia 2018 roku w Dusznikach-Zdroju. Rozegrano sztafetę mieszaną, sprinty oraz biegi ze startu wspólnego.

## Terminarz i medaliści
| Data       | Konkurencja          | Złoto                                                                         | Srebro                                                                      | Brąz                                                                        |
| 29.12.2018 | Sprint kobiet        | Magdalena Gwizdoń BLKS Żywiec                                                 | Kamila Żuk AZS AWF Katowice                                                 | Kinga Zbylut BKS WP Kościelisko                                             |
| 29.12.2018 | Sprint mężczyzn      | Mateusz Janik AZS AWF Wrocław                                                 | Grzegorz Guzik BLKS Żywiec                                                  | Andrzej Nędza-Kubiniec BKS WP Kościelisko                                   |
| 30.12.2018 | Bieg masowy kobiet   | Karolina Pitoń BKS WP Kościelisko                                             | Magdalena Gwizdoń BLKS Żywiec                                               | Joanna Jakieła BKS WP Kościelisko                                           |
| 30.12.2018 | Bieg masowy mężczyzn | Łukasz Szczurek BKS WP Kościelisko                                            | Andrzej Nędza-Kubiniec BKS WP Kościelisko                                   | Grzegorz Guzik BLKS Żywiec                                                  |
| 28.12.2018 | Sztafeta mieszana    | BKS WP Kościelisko Kinga Zbylut Karolina Pitoń Tomasz Jakieła Łukasz Szczurek | AZS-AWF Katowice Kamila Żuk Monika Hojnisz Łukasz Sidorowicz Michał Neumann | BKS WP Kościelisko II Anna Mąka Joanna Jakieła Marcin Szwajnos Tomasz Zięba |